# Colpotrochia giachinoi
Colpotrochia giachinoi är en stekelart som beskrevs av Scaramozzino 1983. Colpotrochia giachinoi ingår i släktet Colpotrochia och familjen brokparasitsteklar. Inga underarter finns listade i Catalogue of Life.